# Remilia
Maria Creveling, également connue sous les pseudonymes de Remilia ou de Sakuya, née le 2 février 1995 et morte dans la nuit du 27 au 28 décembre 2019, est une joueuse professionnelle américaine du jeu vidéo League of Legends. 
Elle est reconnue en particulier pour être la première femme et la première personne transgenre à se qualifier pour les League of Legends Championship Series, au sein de l'équipe Renegades (en).

## Biographie

### Carrière
Maria Creveling se qualifie en août 2015 pour les League of Legends Championship Series, en tant que Support au sein de l'équipe Renegades. Elle est la première femme et la première personne transgenre à jouer au sein d'une ligue régionale majeure. Elle affirme dès le début de la saison ne pas vouloir participer à cette série mais uniquement s'y qualifier, afin de servir la cause des personnes transgenres dans le sport électronique. Elle justifie ce choix par sa volonté d'éviter les scandales et débats sur la place des joueurs transgenres dans le paysage compétitif, ainsi que par le fait qu'elle n'a jamais cherché à être la meilleure joueuse au monde.
Elle demande à ne pas être mise en avant par les caméras des journalistes pendant les compétitions, ni à figurer sur la photo de l'équipe Renegades, qui ne montre donc que quatre joueurs, afin d'éviter d'être harcelée sur les réseaux sociaux,.
En février 2016, Maria Creveling quitte Renegades, expliquant qu'elle a rencontré trop de problèmes de confiance en elle pour continuer à jouer. Alex Badawi, directeur de l'équipe, la menace de lui prélever son salaire pour se rembourser une avance personnelle sur ses frais médicaux. D'autres membres de l'équipe le retiennent physiquement et l'emmènent à l'écart pour lui rappeler que cette avance d'argent n'a pas été faite au sein du contrat de travail de Creveling et n'a donc aucun lien avec sa présence dans l'équipe. Le même jour, il présente ses excuses à Creveling. Ce conflit est l'une des raisons avancées pour la dissolution de l'équipe Renegades par Riot Games en juillet 2016.
Harcelée en ligne en raison de sa transidentité, elle quitte les États-Unis. En octobre 2016, après huit mois d'absence de la scène compétitive, Maria Creveling rejoint l'équipe chilienne Kaos Latin Gamers sous le pseudonyme de Sakuya. Elle présente ses excuses publiques à la communauté pour son abandon lors de la saison précédente chez Renegades et pour son « attitude détestable » envers ses fans, disant qu'elle a appris pendant sa pause à se reposer et à profiter de la vie, et qu'elle a complètement changé de mentalité.

### Mort
Le 28 décembre 2019, Richard Lewis annonce sur le réseau social Twitter que Maria Creveling est morte durant son sommeil,,.

### Vie privée
Maria Creveling est une femme trans.
Elle affirme ne pas se reconnaître dans la communauté LGBT et ne pas vouloir en être une icône : « Je souhaiterais qu'on arrête de me mettre dans la communauté LGBT. Ce n'est pas moi et je ne m'y reconnais pas. »
Elle est parfois surnommée « Madwife » (sur le modèle du joueur coréen Hong « Madlife » Min-gi), pour sa maîtrise du personnage Thresh.